# کارین اشلوتر
کارین اشلوتر (به آلمانی: Karin Schlüter) (زادهٔ ۱۲ مارس ۱۹۳۷ میلادی) یک سوارکار زن اهل کشور آلمان است که موفق به دریافت مدال المپیک نیز شده‌است. او در شهر هامبورگ متولد شده‌است. وی در بازی‌های المپیک تابستانی ۱۹۷۲ مونیخ و در رشتهٔ درساژ شرکت کرد و مدال نقرهٔ تیمی را به همراه تیم آلمان و در کنار لیزلوت لینزنهاف و یوزف نکرمان بدست آورد.